# Olympische Sommerspiele 1972/Ringen – Griechisch-römischer Stil Leichtgewicht (Männer)
Das Ringen im griechisch-römischen Stil der Männer in der Klasse bis 68 kg bei den Olympischen Sommerspielen 1972 wurde vom 5. bis 10. September in der Ringer-Judo-Halle auf dem Messegelände Theresienhöhe ausgetragen.

## Wettkampfformat
Die Kampfzeit war auf drei Mal drei Minuten beschränkt. Ein Ringer blieb so lange im Turnier, bis er mit sechs Minuspunkten belastet war. Sobald nur noch zwei oder drei Athleten übrig waren, wurde eine Finalrunde um die Medaillen ausgetragen.
Minuspunkte wurden wie folgt verteilt:
- 0,5: Sieg durch technische Überlegenheit
- 1: Sieg nach Punkten
- 2: Unentschieden
- 2,5: Unentschieden, Passivität
- 3: Niederlage nach Punkten
- 3,5: Niederlage durch technische Überlegenheit des Gegners
- 4:  Niederlage durch Schultersieg des Gegners, Passivität, Verletzung

## Ergebnisse
Legende
- MPG – Minuspunkte Gesamt
- MPK – Minuspunkte in diesem Kampf

### Runde 1
| MPG | MPK |                        | Zeit |                     | MPK | MPG |
| --- | --- | ---------------------- | ---- | ------------------- | --- | --- |
| 3   | 3   | Veikko Lavonen         |      | Stojan Apostolow    | 1   | 1   |
| 1   | 1   | Mohammad Dalirian      |      | Sotirios Nakos      | 3   | 3   |
| 4   | 4   | Andrzej Supron         | 5:58 | Simion Popescu      | 4   | 4   |
| 0   | 0   | Schamil Chissamutdinow | 6:29 | Mohamed Gaber       | 4   | 4   |
| 0   | 0   | Seyyit Hışırlı         | 8:26 | Josef Brötzner      | 4   | 4   |
| 4   | 4   | Robert Buzzard         | 7:19 | Gian-Matteo Ranzi   | 0   | 0   |
| 0   | 0   | Heinz Rhyn             | 7:37 | Ole Sorensen        | 4   | 4   |
| 0   | 0   | Takashi Tanoue         | 6:47 | Mohamed Bahamou     | 4   | 4   |
| 0   | 0   | Antal Steer            | 4:00 | Alberto Bremauntz   | 4   | 4   |
| 2,5 | 2,5 | Sreten Damjanović      |      | Manfred Schöndorfer | 2,5 | 2,5 |
| 3   | 3   | Djan-Aka Djan          |      | Tage Juhl Weirum    | 1   | 1   |
| 0   |     | Klaus-Peter Göpfert    |      | Freilos             |     |     |

### Runde 2
| MPG | MPK |                     | Zeit |                        | MPK | MPG |
| --- | --- | ------------------- | ---- | ---------------------- | --- | --- |
| 4   | 4   | Klaus-Peter Göpfert | 5:32 | Veikko Lavonen         | 4   | 7   |
| 1   | 0   | Stojan Apostolow    | 2:32 | Mohammad Dalirian      | 4   | 5   |
| 7   | 4   | Sotirios Nakos      | 8:38 | Andrzej Supron         | 0   | 4   |
| 8   | 4   | Simion Popescu      | 5:07 | Schamil Chissamutdinow | 0   | 0   |
| 0   | 0   | Seyyit Hışırlı      | 5:32 | Robert Buzzard         | 4   | 8   |
| 7,5 | 3,5 | Josef Brötzner      |      | Gian-Matteo Ranzi      | 0,5 | 0,5 |
| 4   | 4   | Heinz Rhyn          | 7:45 | Takashi Tanoue         | 0   | 0   |
| 8   | 4   | Ole Sorensen        | 1:00 | Mohamed Bahamou        | 0   | 4   |
| 3   | 3   | Antal Steer         |      | Sreten Damjanović      | 1   | 3,5 |
| 8   | 4   | Alberto Bremauntz   | 5:17 | Djan-Aka Djan          | 0   | 3   |
| 2,5 | 0   | Manfred Schöndorfer | 5:05 | Tage Juhl Weirum       | 4   | 5   |
| 4   |     | Mohamed Gaber       |      | DNS                    |     |     |

### Runde 3
| MPG | MPK |                        | Zeit |                   | MPK | MPG |
| --- | --- | ---------------------- | ---- | ----------------- | --- | --- |
| 8   | 4   | Klaus-Peter Göpfert    | 8:31 | Stojan Apostolow  | 0   | 1   |
| 9   | 4   | Mohammad Dalirian      | 2:26 | Andrzej Supron    | 0   | 4   |
| 1   | 1   | Schamil Chissamutdinow |      | Seyyit Hışırlı    | 3   | 3   |
| 0,5 | 0   | Gian-Matteo Ranzi      | 8:15 | Heinz Rhyn        | 4   | 8   |
| 3   | 3   | Takashi Tanoue         |      | Antal Steer       | 1   | 4   |
| 8   | 4   | Mohamed Bahamou        | 6:50 | Sreten Damjanović | 0   | 3,5 |
| 2,5 | 0   | Manfred Schöndorfer    | 4:08 | Djan-Aka Djan     | 4   | 7   |
| 5   |     | Tage Juhl Weirum       |      | Freilos           |     |     |

### Runde 4
| MPG | MPK |                  | Zeit |                        | MPK | MPG |
| --- | --- | ---------------- | ---- | ---------------------- | --- | --- |
| 9   | 4   | Tage Juhl Weirum | 2:56 | Stojan Apostolow       | 0   | 1   |
| 8   | 4   | Andrzej Supron   | 8:10 | Schamil Chissamutdinow | 0   | 1   |
| 6   | 3   | Seyyit Hışırlı   |      | Gian-Matteo Ranzi      | 1   | 1,5 |
| 3   | 0   | Takashi Tanoue   | 8:28 | Sreten Damjanović      | 4   | 7,5 |
| 6   | 2   | Antal Steer      |      | Manfred Schöndorfer    | 2   | 4,5 |

### Runde 5
| MPG | MPK |                     | Zeit |                        | MPK | MPG |
| --- | --- | ------------------- | ---- | ---------------------- | --- | --- |
| 4   | 3   | Stojan Apostolow    |      | Schamil Chissamutdinow | 1   | 2   |
| 2,5 | 1   | Gian-Matteo Ranzi   |      | Takashi Tanoue         | 3   | 6   |
| 4,5 |     | Manfred Schöndorfer |      | Freilos                |     |     |

### Runde 6
| MPG | MPK |                        | Zeit |                   | MPK | MPG |
| --- | --- | ---------------------- | ---- | ----------------- | --- | --- |
| 7,5 | 3   | Manfred Schöndorfer    |      | Stojan Apostolow  | 1   | 5   |
| 2,5 | 0,5 | Schamil Chissamutdinow |      | Gian-Matteo Ranzi | 3,5 | 6   |

### Finalrunde
Kampf aus Runde 5 gewertet.
| MPG | MPK |                  | Zeit |                        | MPK | MPG |
| --- | --- | ---------------- | ---- | ---------------------- | --- | --- |
| 3   | 3   | Stojan Apostolow |      | Schamil Chissamutdinow | 1   | 1   |